# مارك تومسون (ممثل)
مارك تومسون (بالإنجليزية: Mark Thompson)‏ هو ممثل أمريكي، ولد في 1 ديسمبر 1955 في الولايات المتحدة.

## وصلات خارجية
- مارك تومسون على موقع IMDb (الإنجليزية)
- مارك تومسون على موقع قاعدة بيانات الفيلم (الإنجليزية)